# Chiesa di San Donato (Fossacesia)
La chiesa di San Donato è sita a piazza del Popolo a Fossacesia, in provincia di Chieti.

## Storia
La chiesa ha origini medievali. La torre campanaria era un torrione di controllo con accesso alla porta del Rione. La chiesa fu ampiamente ricostruita nel XIX secolo. Nel 1623 la chiesa passò dalla giurisdizione diocesana di Lanciano a quella di Chieti, dopo un contenzioso. 
Fu costruita una nuova facciata nel 1905, con un rosone a quattro alla Mostra d'arte di Parigi opera di Antonio Di Gregorio di L'Aquila, acquistato dal Comune. Durante la II guerra mondiale fu bombardata nel novembre 1943 e riaperta al culto solamente sei anni più tardi.

## Descrizione

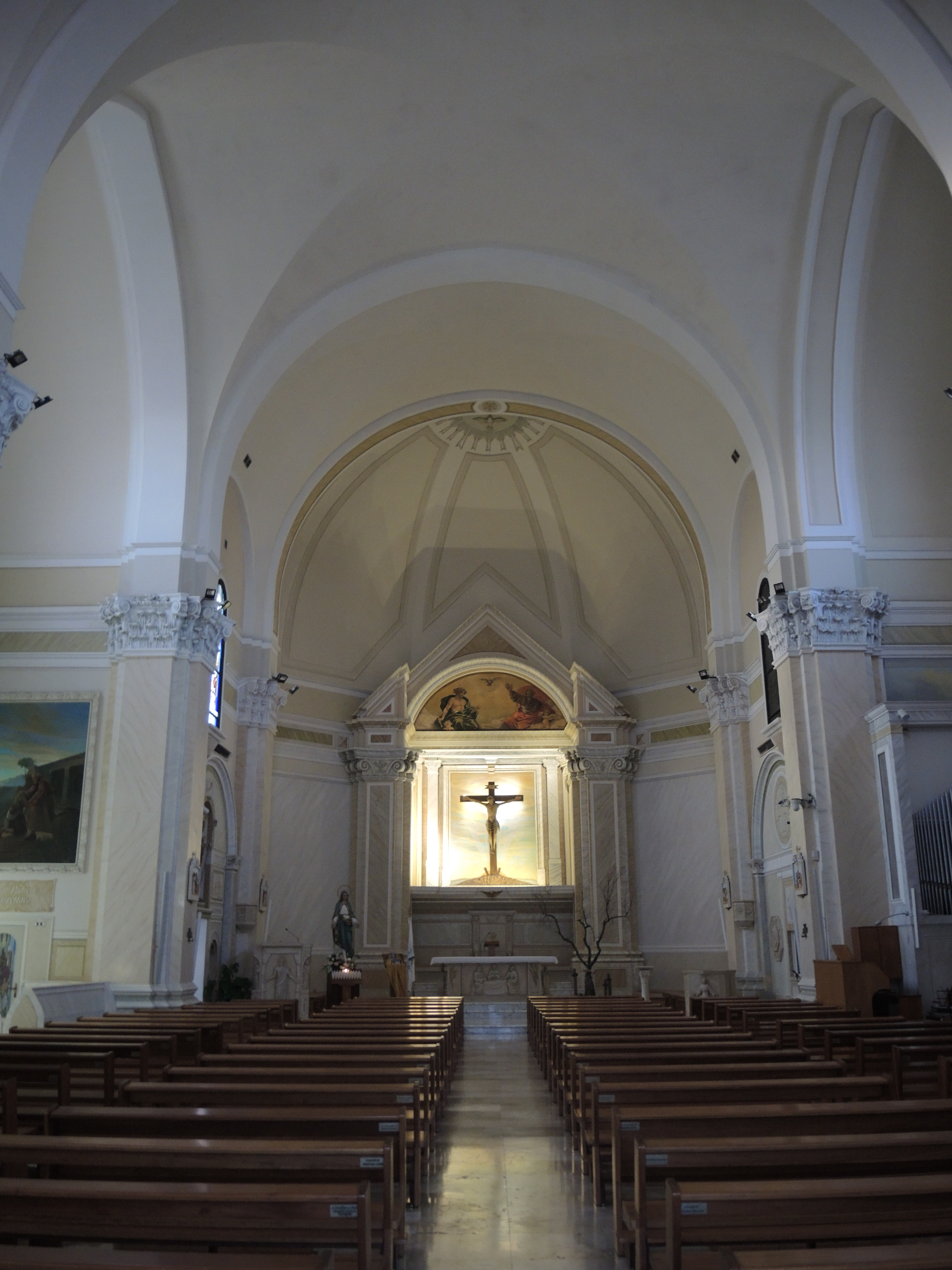
Interno

### L'esterno
La facciata principale è in mattoni e caratterizzata dalla presenza di un timpano delimitato superiormente da una fascia di pietra con dei motivi floreali. Ai lati vi sono delle paraste. In basso vi è una fascia in pietra con motivi floreali. Il portale, eseguito in pietra consta, ha una lunetta ed è incorniciato da stipiti ed un architrave. Nella lunetta è riprodotto un bassorilievo del Miracolo di San Donato vescovo. 
Sopra il portale vi sono un rosone di gusto pseudo-romanico con la modanatura  a intrecci floreali e antropomorfe e, più in alto ancora una fascia in pietra con decorazioni floreali. Le facciate secondarie sono a tecnica mista di fliari di pietra sbozzata alternati a filari di mattoni. Alla destra della facciata vi è la torre campanaria in mattonatura addossata in edificio suddivisa in quattro piani scanditi all'esterno da altrettalte da cornici marcapiano.
La base della torre è quattrocentesca, mentre la cella campanaria è stata ricostruita nel 1947.

### L'interno
L'interno è ad un'unica navata suddivisa in quattro campate mediante tre paraste dipinte in mono da sembrare realizzate in marmo. Un tenpo ospitava gli affreschi in stile libertý di Angelo Lupi di Castel Frentano, distrutti nella guerra. 
La campata del transetto ospita due organi nella cappella sita a destra e un altare minore nella cappella posta a sinistra. Una campata è a sesto acuto, le alte sono a tutto sesto. Alla facciata interna di fronte all'altare principale vi sono un portale ed una balaustra di un ambone dipinti. Oltrepassato il portale vero e proprio vi sono due nicchie con delle statue; tra queste vi è la statua processioale di San Donato, pregevole è una statua del XV secolo della Madonna in trono col Bambino. Dietro di essa la parete è  dipinta a tempera e mostra una veduta  della campagna di Fossacesia, con l'abbazia di San Giovanni.  L'abside, internamente è semicircolare, esternamente è semiesagonale. L'altare è posto fra due paraste ioniche che reggono una trabeazione ed un timpano.
È decorato da un affresco che illustra la Risurrezione, mentre la nicchia centrale è abbellita da una scultura che rappresenta il Crocifisso.